# Clube Atlético Castelo Branco
Clube Atlético Castelo Branco foi uma agremiação esportiva da cidade do Rio de Janeiro, fundada em 9 de novembro de 1990.

## História

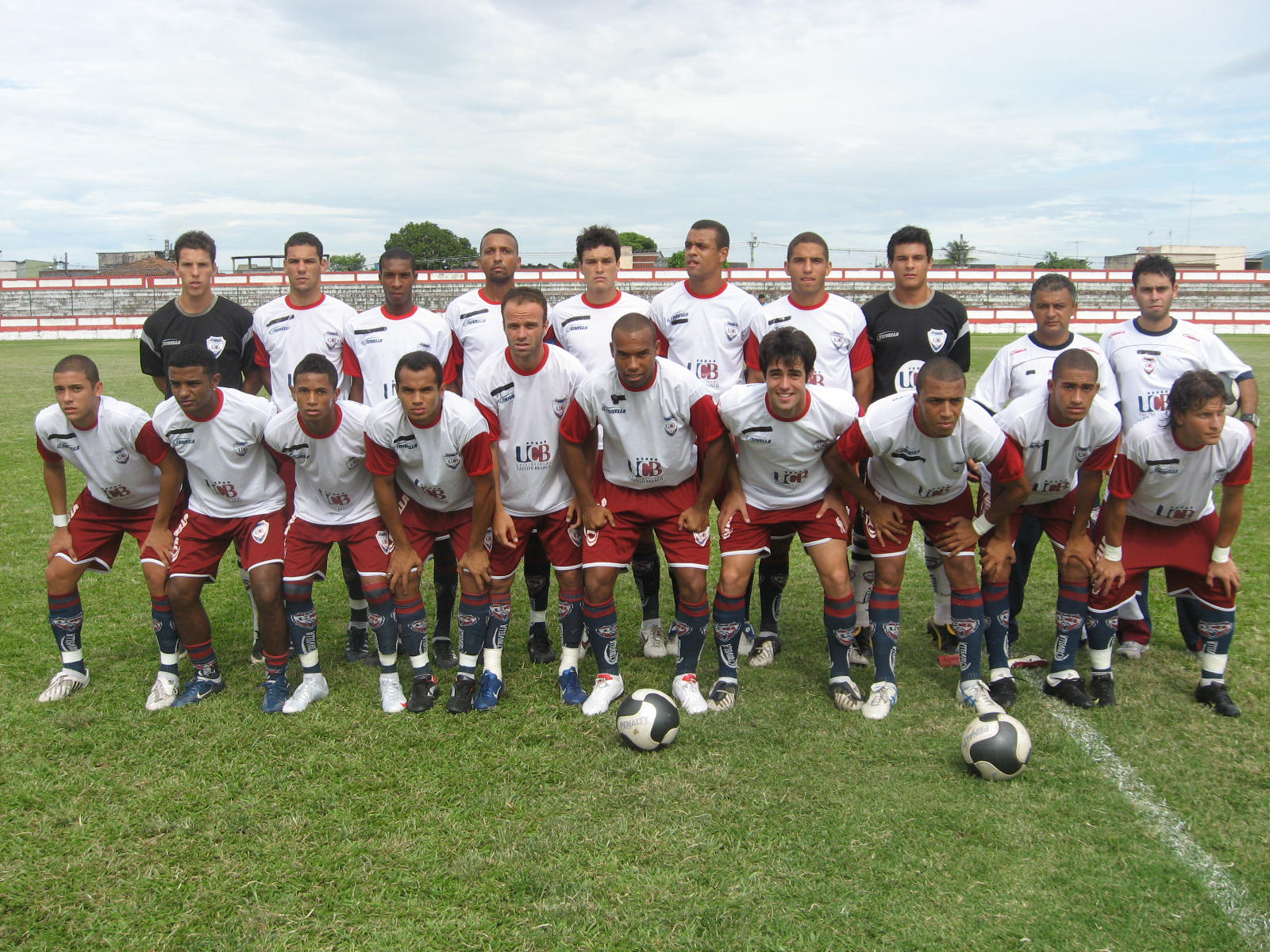
Formação profissional do Castelo Branco em 2009

Agremiação pertencia à Universidade Castelo Branco, inaugura o futebol profissional em 2007, quando estréia na Terceira Divisão. 
Lidera a sua chave na primeira fase, superando Sampaio Corrêa Futebol e Esporte, Canto do Rio Futebol Clube, Bela Vista Futebol Clube e Esporte Clube Nova Cidade. Na segunda fase, se classifica novamente em segundo, sendo superado pelo Paraíba do Sul Futebol Clube, mas à frente de Canto do Rio Futebol Clube e Esporte Clube Rio São Paulo. Na fase seguinte, é eliminado, sendo superado por Sendas Pão de Açúcar Esporte Clube e Quissamã Futebol Clube, que se classificam para as finais. Contudo, termina em 6º lugar, se habilitando para a disputa da Copa Rio de 2008.
Em 2008, volta a participar da Terceira Divisão, porém sem lograr o acesso à Segunda Divisão. Termina em primeiro em sua chave na fase inicial, superando Bela Vista Futebol Clube, Futuro Bem Próximo Atlético Clube, Condor Atlético Clube e o Esporte Clube Nova Cidade, que abandona a competição. Na fase seguinte, termina novamente como líder, superando Paraíba do Sul Futebol Clube, Bela Vista Futebol Clube e o estreante Kaiserburg Futebol Clube, de Petrópolis. Na fase seguinte é eliminado, ao ficar em último em sua chave, sendo superado por Quissamã Futebol Clube, Campo Grande Atlético Clube e Sampaio Corrêa Futebol e Esporte. Termina em 19º lugar na disputa da Copa Rio. Sagra-se vice-campeão estadual da Série C da categoria júnior ao perder o título para o Paraíba do Sul Futebol Clube.
Disputou, em 2009, o Campeonato Estadual da Terceira Divisão, categoria Juniores, além da categoria profissional. Contrata o experiente técnico Jair Pereira para ser o coordenador-técnico da equipe principal. 
Na primeira fase, termina como líder de seu grupo, à frente dos também classificados Heliópolis Atlético Clube e Rubro Social Esporte Clube, e dos eliminados Clube de Futebol Rio de Janeiro e Esporte Clube Marinho. 
Na segunda fase, é o segundo colocado, embora com a mesma pontuação do Rio das Ostras Futebol Clube, que lidera a chave. Ambos se classificam à terceira fase em detrimento dos eliminados Rubro Social Esporte Clube e Barcelona Esporte Clube. 
Na terceira fase, termina como líder de sua chave, à frente do outro classificado, Fênix 2005 Futebol Clube e dos eliminados Paraíba do Sul Futebol Clube e Santa Cruz Futebol Clube. Finalmente, na semi-final, a equipe capitula diante do Sampaio Corrêa Futebol e Esporte, perdendo a primeira partida em Saquarema por 3 a 0 e vencendo a segunda em casa por 2 a 1, tendo que disputar a terceira vaga em disputa. Joga duas partidas sem abertura no marcador contra o Rio das Ostras Futebol Clube, que havia perdido o direito a ir para a final contra o Fênix 2005 Futebol Clube. Acaba eliminado nos penâltis por 8 a 7, após 0 a 0 no tempo normal, não conseguindo o inédito acesso à Série B do Rio de Janeiro em 2010.
Em 2010, se classifica em primeiro lugar no Grupo "F" ao superar o Clube de Futebol Rio de Janeiro e o também classificado Esprof Atlético de Futebol e Clube. União Central Futebol Clube e Esporte Clube Rio São Paulo são eliminados. Na segunda fase o clube é eliminado ao ficar em terceiro no Grupo "IV" que classificou Esporte Clube São João da Barra e Serra Macaense Futebol Clube. O Esporte Clube Nova Cidade foi o último colocado.
Em 2011 e 2012 a equipe se ausenta dos certames de âmbito profissional.
Sua sede localiza-se na avenida Santa Cruz, em Realengo, no Rio de Janeiro. Suas cores são o azul, branco e grená.

## Títulos
- 2008 - Vice-campeão estadual da Série C (categoria júnior);

## Estatísticas

### Participações
|  | Participações em 2018 |

| Competição          | Temporadas | Melhor campanha    | Estreia | Última | P | R |
| Série B2 do Carioca | 4          | 4º colocado (2009) | 2007    | 2010   | – | – |